# Hydnobius septentrionalis
Hydnobius septentrionalis är en skalbaggsart som beskrevs av Thomson 1874. Hydnobius septentrionalis ingår i släktet Hydnobius, och familjen mycelbaggar. Arten är reproducerande i Sverige.